# Joe Lewis (artemarcialista)
Joe Lewis (7 de marzo de 1944 - 31 de agosto de 2012) fue un kickboxer, practicante de karate Shorin Ryu, y actor estadounidense. Como peleador, Lewis saltó a la fama por sus luchas en las décadas de 1960 y 1970. Fue dos veces votado como el mejor peleador en la historia del karate por publicaciones Karate Illustrated y Black Belt magazine,, Bruce Lee lo consideró como "El mejor peleador del momento" y obtuvo el título de "Campeón Peso Pesado de Kickboxing de Estados Unidos", "Campeón Mundial Peso Pesado de Karate" y "Campeón de Cinta Negra de Kata de Estados Unidos". Fue inmortalizado en la saga de videojuegos Street Fighter por medio del personaje de Ken Masters.[cita requerida]

## Biografía
Joe Lewis nació el 7 de marzo de 1944 en Knightdale, Carolina del Norte. Desde joven, Lewis se interesó por el levantamiento de pesas, y entrenaba todas las noches en el sótano de su casa, antes de poder ahorrar lo suficiente para inscribirse en un gimnasio. En la preparatoria, participó en el club de Lucha, disciplina de la que siempre tendría una alta opinión. A los 18, se unió al Cuerpo de Marines de Estados Unidos en 1962 y se instaló en Cherry Point en Havelock, Carolina del Norte, antes de embarcarse. Estudió Shorin Ryu Karate estilos Kobayashi y Matsubayashi con Eizo Shimabukuro, John Korab, Chinsaku Kinjo y Seiyu Oyata, en Okinawa durante su servicio en el Cuerpo de Marines de los Estados Unidos además del Kenpo de Okinawa, o Ryukyu kempo ganando el cinturón negro en tan solo siete meses. Fue uno de los primeros infantes de marina estacionados en Vietnam, en reunirse con el legendario boxeador Rocky Marciano.

### Carrera de Karate
A su regreso a los EE. UU., comenzó una carrera de victorias en torneos tradicionales de karate, que en aquellos tiempos solo incluían combate por puntos y competencias de formas o kata. En su primer torneo, con solo 22 meses de entrenamiento en karate deportivo ganó el gran premio tanto en combate como en katas, utilizando la kata Sanchin y siendo su técnica más utilizada su poderosa patada de lado. Se convirtió en un competidor imponente debido a su poder y físico, participando en una era dorada del karate estadounidense en la que competiría contra célebres personajes como Chuck Norris y Bill Wallace. Finalmente, Joe Lewis comenzó a desesperarse con este estilo de competencia, pues a Lewis siempre le interesó aquello aplicable a la pelea. Posteriormente, Lewis conoció al influyente artista marcial y fundador del Jeet Kune Do, Bruce Lee. De 1967 a 1968, estudió en privado con él, desarrollando las teorías de Lee y poniéndolas en práctica. Lee enseñó a Lewis cómo desplazarse mejor, el uso del jab, y del revés, el desarrollo de su poderoso golpe de gancho, entre otras cosas. 
El historiador de cine de Hong Kong Bey Logan dice que Lewis fue la elección original de Bruce Lee para el villano Colt en Way of the Dragon, pero que Lee y Lewis tuvieron una disputa económica antes de la película y por lo tanto Chuck Norris tomó su lugar. Joe Lewis ganaría el título de Campeón de Karate en la modalidad de full contact, en la categoría de Pesos Pesados el 24 de noviembre de 1968 al derrotar a Victor Moore.

### Kickboxing
Posteriormente, Lewis hizo un trato con el promotor Lee Faulkner: Participaría en su torneo de karate si este le ayudara a concretar una noción desconocida en aquel momento: Una pelea profesional de karate de contacto completo hasta llegar al knockout. Para prepararse, Joe entrenó boxeo con Sugar Ray Robinson (reconocido como el mejor boxeador de la historia, libra por libra) y Joe Orbillio, quien estuvo en quinto lugar de los pesos pesados en su época. Por su cuenta, Lewis combinaría las técnicas de boxeo con las de Karate y los conceptos Jeet Kune Do aprendidos con Bruce Lee, con la resultante siendo el Kickboxing, según la revista Black Belt. Hubo problemas para conseguir a un oponente del peso de Lewis que tuviera la habilidad necesaria y la disposición de aceptar un combate de contacto completo, pero el 17 de enero de 1970, con un impresionante físico y su conocimiento acumulado, Lewis se batió finalmente contra el peleador afroamericano de kenpo, Greg "Om" Baines, en un combate cuyas reglas incluían todos los golpes del boxeo, patadas altas y bajas, y el uso de codos y rodillas. En el segundo asalto, Lewis noqueó a Baines con una combinación de doble gancho derecho, técnica que él mencionaría después, desarrolló con Bruce Lee. Esa noche Lewis ganó el título Estadounidense de Kickboxing de Pesos Pesados. Gracias a su rol en la creación, promoción y práctica del primer evento verdadero de kickboxing en Estados Unidos, Joe Lewis es considerado el padre del kickboxing en el hemisferio y ha sido llamado "El hombre que nos trajo el full contact karate."
Lewis defendería su título otras 9 ocasiones, siempre noqueando a su oponente antes del cuarto asalto. En este tiempo sus armas más devastadoras serían la patada de lado y su gancho izquierdo. Desafortunadamente, debido a la falta de oponentes, más peleas no pudieron concretarse. Lee Faulkner intentó concertar una verdadera pelea por un campeonato mundial de kickboxing, al poner a Lewis frente a un peleador de Muay Thai tailandés, sin embargo, debido a la falta de oponentes de peso pesado, nunca se llevó a cabo el evento. A causa de falta de interés en el deporte en luz de las circunstancias antes descritas, Lewis se retiró del kickboxing como el campeón estadounidense absoluto, con un récord perfecto de 10 peleas, 0 derrotas, con 10 knockouts.

### Full Contact Karate
El 14 de septiembre de 1974, Mike Anderson introdujo el deporte del "Full contact Karate" o "Karate de Contacto Completo". Este evento difería del kickboxing en que no se permitían patadas a las piernas, pero sí barridos, y los peleadores debían utilizar protectores en los pies. En ese mismo año, Joe combatió al Yugoslavo Frank Bodar, ganando en el segundo asalto por knockout con un golpe de canto de la mano izquierdo (técnica clásica de karate), convirtiéndose así en el campeón Mundial de Full Contact Karate de Pesos Pesados, cimentando aún más la leyenda de Lewis, quien sería nombrado "Peleador del año 1974" por el Salón de la Fama de la revista Black Belt. Su siguiente oponente, Ron Clay, fue derrotado en el primer asalto. Después Lewis perdería una pelea de 3 asaltos por la vía de la decisión en contra de Teddy Limoz y posteriormente perdería de nuevo en una decisión después de 7 asaltos contra Ross Scott después de sufrir dislocamiento de hombro en la pelea. Lewis decidió perseguir una carrera cinematográfica en este periodo, retirándose del full contact karate.
Lewis participó como estelar en los filmes "Jaguar Lives" y "Force: Five" en 1978 y 1981, aunque fracasaron comercialmente. Lewis entonces volvería a innovar, al convertirse en uno de los primeros seminaristas de artes marciales, viajando constantemente.

### Retorno a la competencia
En 1983, a la edad de 39 años, Joe Lewis decidió emprender una campaña de regreso en el full contact karate. Sin entrenar seriamente para su regreso, Lewis fácilmente derrota a sus tres primeros oponentes, antes de perder una decisión contra Tom Hall. Noqueó a Melvin Cole, para finalmente ser detenido en contra de Kerry Roop debido a haber sufrido un corte problemático en la pelea por el campeonato. Lewis volvería a retirarse después de haber logrado figurar entre los 10 primeros peleadores del mundo, y terminando con un récord acumulado en Kickboxing y Full Contact Karate de 16 victorias, con 14 por la vía del knockout y 4 derrotas.
En 1990, Joe Lewis participó en una última pelea de exhibición contra su cercano amigo, Bill "Superfoot" Wallace, campeón de pesos medianos invicto. Debido a la edad de ambos, se les negó una licencia de boxeo. Lewis, de 198 libras, peleó contra Wallace de 166 libras, por lo que a Lewis le advirtieron que la pelea se detendría inmediatamente si se sobrepasaba. Después de 3 rouds, la pelea fue declarada un empate.
En 1992, Lewis fue convencido de participar en una exhibición contra el célebre boxeador ex-campeón de pesos pesados, Leon Spinks. Fue un corto evento de 3 asaltos que terminó en empate, sin embargo, Lewis denunciaría después, escribiendo para la revista Black Belt, que le prohibieron realizar patadas a las piernas a las que se refirió como "su arma principal", y unas horas antes del evento, también le pidieron que no realizara patadas a la cabeza de Spinks. Lewis afirmó que, de haber podido utilizar todas sus técnicas, hubiera vencido fácilmente a Spinks, y que, si estos golpes fuesen permitidos, estaría de acuerdo en pelear contra el entonces campeón Mike Tyson. Afirmó también que estaba confiado de haber sido capaz de vencer al campeón Muhammad Ali utilizando patadas bajas y derribes.

### Reconocimientos
Lewis figura en 13 distintos salones de la fama, incluyendo el de la revista Black Belt como "Peleador del año" y "Instructor del año 1986". Quizá su más grande reconocimiento le fue dado en 1983 cuando en una encuesta con los más grandes peleadores de Karate realizada por la revista "Karate Illustrated", Lewis fue escogido por sus compañeros como "El más grande peleador de Karate de todos los tiempos", con Chuck Norris y Bill Wallace en segundo lugar.

### Legado y Cultura Popular
Lewis deja tras de sí su propio sistema de enseñanza, enfocado en el combate de contacto completo, llamado "Joe Lewis American Karate Systems". Además, Lewis es considerado el Padre del Kickboxing y Full Contact Karate en Estados Unidos, y sus esfuerzos han resultado indirectamente en lo que hoy se conoce como MMA, o artes marciales mixtas. 
El personaje de la serie de videojuegos Street Fighter, Ken Masters, está basado en Joe Lewis, siendo también un estadounidense entrenado en Karate en Japón, que se convirtió en el campeón estadounidense. Como Lewis, Ken tiene el cabello rubio, además de utilizar un uniforme rojo, similar al que Lewis utilizó en varias publicaciones durante el auge de su fama como arte marcialista, y representa el enfoque ecléctico que los competidores estadounidenses le dieron al karate, en contraste con el personaje de Ryu, un karateka muy tradicional.

## Fallecimiento
En julio de 2011, fue diagnosticado con un tumor cerebral maligno. Los médicos le dijeron que si no hacía nada, tendría entre seis y ocho semanas de vida. El 18 de julio, los cirujanos extirparon el tumor.
Lewis murió un año y cuarenta y cinco días después, en la mañana del 31 de agosto de 2012.